# Strychnos recognita
Strychnos recognita är en tvåhjärtbladig växtart som beskrevs av Krukoff och Barneby. Strychnos recognita ingår i släktet Strychnos och familjen Loganiaceae. Inga underarter finns listade i Catalogue of Life.